# Heat Shield Rock
Heat Shield Rock (МФА: — Камень Теплового Щита) — железно-никелевый метеорит размером с баскетбольный мяч, найденный на Марсе марсоходом Оппортьюнити, 8 января 2005 года. Примерные координаты — 1°54′ ю. ш. 354°30′ в. д. / 1,9° ю. ш. 354,5° в. д.. Метеорит имеет официальное название метеорит Плато Меридиана, которое было ему присвоено в октябре 2005 года, Метеоритным обществом.

## Открытие и изучение
Оппортьюнити столкнулся с метеоритом совершенно случайно, он лежал в непосредственной близости от обломков теплозащитного экрана (отсюда и название), который защищал ровер при входе в атмосферу Марса. Метеорит был обнаружен, когда Оппортьюнити отправили на изучение теплозащитного экрана, после того, как марсоход завершил исследование кратера Эндьюранс. Он стал первым метеоритом, найденным на другой планете и третьим, найденным на другом небесном теле — два других, Bench Crater и Hadley Rille, были найдены на Луне.
Метеорит имеет высокую отражательную способность. Анализ на элементный состав, проведенный спектрометром Альфа-частиц показал, что метеорит на 93 % состоит из железа, на 7 % из никеля, с небольшой примесью германия (~ 300 частей на миллион) и галлия (<100 частей на миллион). Мессбауэровский спектрометр, который проводит исследования минералогии железосодержащих пород и почв, подтвердил, что это железно-никелевый метеорит, содержание никеля в котором составляет 5-7 %. Метеорит по составу идентичен к метеоритам класса IAB, которые были найдены на Земле. Поверхность метеорита испещрена выемками, которые были образованы при прохождении через атмосферу планеты — характерный признак метеоритов.
Попытки создать углубление в метеорите специальным инструментом марсохода не предпринимались, так как тесты на Земле с похожим метеоритом показали, что инструмент для бурения — Rock Abrasion Tool (RAT) — может быть повреждён. RAT предназначен для бурения обычных камней, но не железно-никелевых метеоритов. Плато Меридиана, часть поверхности Марса — на которой был найден данный метеорит, возможно, когда-то была покрыта слоем материала толщиной ≈ 1 км, который подвергался эрозионным процессам. Это означает, что при ударе этот метеорит, возможно, создал кратер, но с течением времени (млн и млрд лет) он был разрушен под действием эрозионных процессов. В любом случае, метеорит содержит небольшую концентрацию ржавчины. В отсутствие подробных знаний о Марсе, трудно сказать, упал ли он недавно или же не был погребён до недавнего времени. Метеорит почти не содержит признаков выветривания.
После изучения метеорита Heat Shield Rock, марсоход Оппортьюнити обнаружил ещё пять похожих железных метеоритов (неофициальные названия — «Block Island», «Ireland», «Mackinac», «Oileán Ruaidh» и «Shelter Island»). Два железно-никелевых метеорита были обнаружены марсоходом Спирит (неофициальные названия — «Allan Hills» и «Zhong Shan»). Помимо этого было обнаружено ещё несколько кандидатов.
Термин «марсианский метеорит» обычно относится к чему-то совершенно иному: метеоритам на Земле, которые, как полагают учёные, прилетели с Марса, например, известный метеорит ALH 84001.